# ツノオウミセミ
ツノオウミセミ（学名：Paracerceis sculpta）は、体長が約1.3ミリメートル (0.05 in)から10.3ミリメートル (0.41 in)のワラジムシ目に属するコツブムシの一種である。本種は主に潮間帯に生息し、元来は北東太平洋の南カリフォルニアからメキシコにかけて分布していたが、現在では外来種として世界各地に定着している。成体は草食性で藻類を摂取するが、幼体は肉食性で母親の体内で母親の体の一部を食べる。繁殖は海綿動物の中で行われるが、海綿の近くで採餌することはない。

## 繁殖
本種の繁殖戦略は注目に値し、雄・雌ともに動物としては珍しい特徴を示す。
雄はα型、β型、γ型の3つの形態を持ついわゆる多型であり、それぞれ大きさが異なる。3つのうち、α型の雄が最も大型で優位性が高く、ハレムを形成して複数の雌と交尾する（動物における一夫多妻制）。β型の雄は雌に擬態しており、そのためα型雄のハレム内で一部の雌と交尾することに成功する。γ型はさらに小型で、幼体に擬態することでα型雄の目を逃れて交尾に至る。体の中の精巣の割合が最も多いのがγ型の雄であり、それに続くのがβ型、最も少ないのがα型である。このような遺伝的多型に基づく代替的な繁殖戦略が見られる他の種としては、ソードテール、ニシキノボリユタトカゲ、エリマキシギ、ワキモンユタトカゲなどが挙げられる。
雌は成熟直前に共食いすることがある。雌は繁殖のため海綿動物の中に入り（一つの海綿の中に最大で19匹が確認されている）、α型の雄がそれを守る。雌はその後、生殖のための脱皮を行い、その際に口器を失う。雌は一生に一度だけ体内に産卵し、体が大きい雌ほど多くの卵を産む。卵は雌の体内で受精するが、この種および近縁種の精子は運動性がないと考えられており、どのようにして精子が雌の体内に入るかは不明である。妊娠期間は水温によって異なり、水温が低いほど時間がかかる。雌の内臓や筋肉は妊娠期間中に分解されていく。雌の体内で卵がかえるとそのまま体内の育房で子を保護し、自らの体を子の餌とした後、子を外に放出する。子が放出された後、雌は間もなく死亡する。放出された子は藻類を食べるようになる。

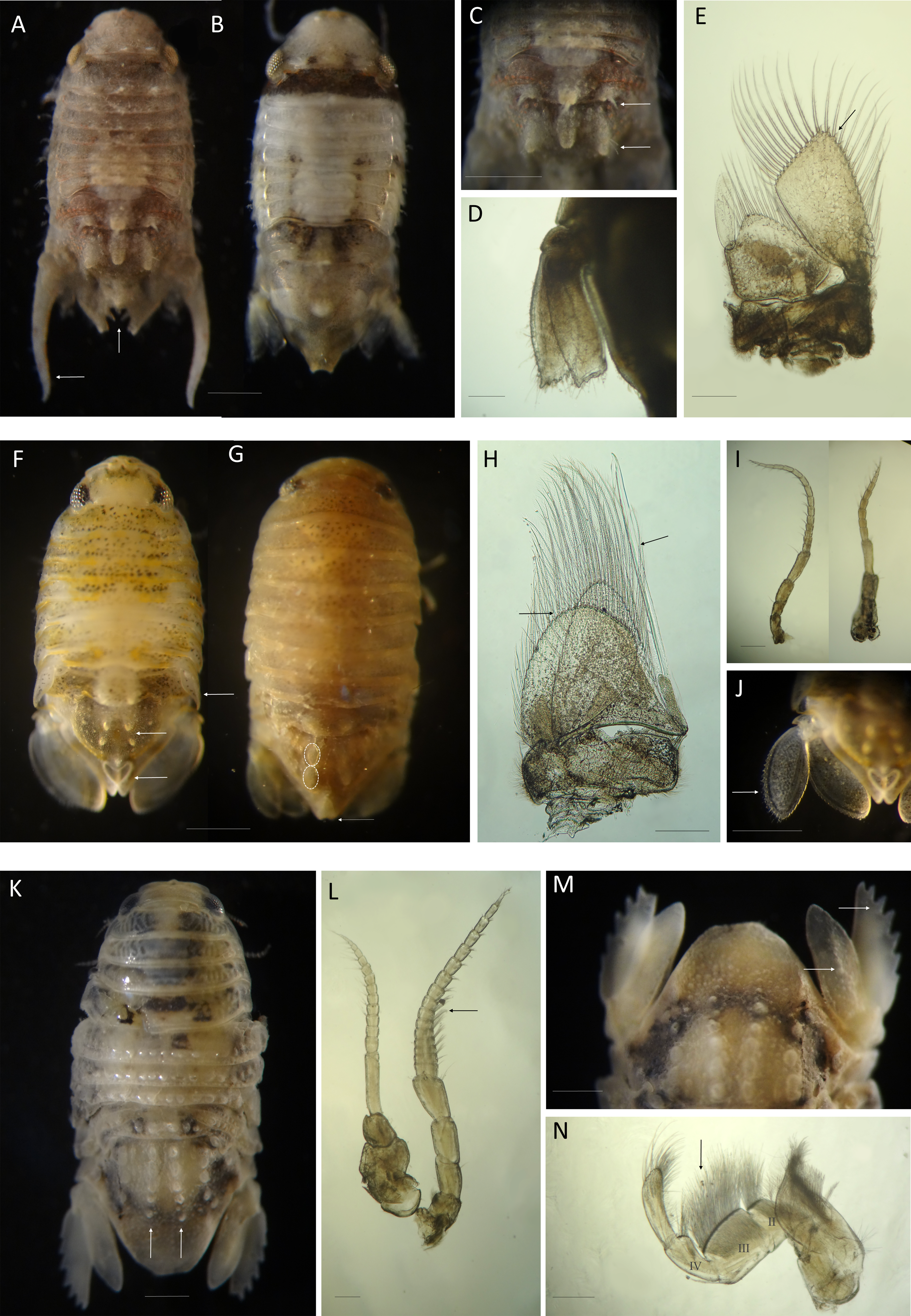
ツノオウミセミ(A-E)と、同科のParadella dianae (G-J)、Sphaeroma walkeri (K-N)。A, C, Eが雄、B, Dが雌。矢印の箇所が3種を見分けるポイント

## 国際的な拡散
ツノオウミセミの原産はカルフォルニアからメキシコにかけての太平洋沿岸である。
ツノオウミセミは大型船舶によって世界中に拡散したと考えられている。本種が繁殖に利用する海綿動物は船の船底に付着して成長することがあり、これによってツノオウミセミも容易に輸送される。また、バラスト水を介して拡散した可能性も高い。こうした経路を通じて、ツノオウミセミはオーストラリア、ブラジル、大西洋に面したヨーロッパ沿岸、ハワイ州、香港、地中海、および日本へと広がった。広範な水温環境への適応力が、船舶による拡散を可能にしている要因の一つと考えられている。

## 日本での受容

### 発見と和名
ウミセミ（海蝉）はツノオウミセミと同じコツブムシ科のニホンコツブムシ (Cymodoce japonica)の別名で、セミに似ていることから名付けられた。ツノオウミセミは1986年に布村昇により新種Paracerceis japonicaとして報告されたが、2004年に再発見されParacerceis sculptaと同じ種とされた。和名ツノオウミセミはそのまま残された。

### 環境省の扱い
2015年、日本の環境省は「我が国の生態系等に被害を及ぼすおそれのある外来種リスト」として動物229種、植物200種を発表したが、ツノオウミセミは非掲載となった。
2024年9月に「リスト加除対象の候補種一覧」が発表されたが、この際も「事務局としては非掲載と判断した種」となった。

## 関連文献
- Stephen M. Shuster & Emily M. Arnold (2007). “The effect of females on male–male competition in the isopod, Paracerceis sculpta: a reaction norm approach to behavioral plasticity”. Journal of Crustacean Biology（英語版） 27 (3):  417–422. doi:10.1651/S-2784.1.